# Банкя (район)
Вижте пояснителната страница за други значения на Банкя.
Банкя е един от 24-те административни района на Столична община. Включва селата Иваняне и Клисура и град Банкя – централна част и кварталите Изгрев, Свети Стефан, Вердикал, Михайлово и Градоман, както и прилежащите към тях вилни зони с обща площ 5.3 km2 с население около 12 000 души. През 1969 г. с. Банкя е обявено за град, а през 1979 г. е обособен като район на София.

## Население
Неселението на район „Банкя“ (12 368) е разделено по населени места както следва:
- гр. Банкя – 11 358 души
- с. Иваняне – 908 души
- с. Клисура – 102 души

### Етнически състав
Преброяване на населението през 2011 г.
Численост и дял на етническите групи според преброяването на населението през 2011 г.:
|                     | Численост | Дял (в %) |
| Общо                | 12 136    | 100.00    |
| Българи             | 10 933    | 90.08     |
| Турци               | 64        | 0.52      |
| Цигани              | 41        | 0.33      |
| Други               | 65        | 0.53      |
| Не се самоопределят | 31        | 0.25      |
| Неотговорили        | 1002      | 8.25      |

## Културни забележителности
- Църква „Св. св. Кирил и Методий“ в с. Иваняне, построена през 1915 г.
- Църквата „Мъченици Кирик и Юлита“. Построена през 1932 г.
- „Вазов Дъб“ – любимото място за почивка на Иван Вазов
- Клисурски манастир „Св. Петка“ – с. Клисура. Събор на 14 октомври.
- Дивотинският манастир „Света Троица“, основан през 10 век